# 雅法路

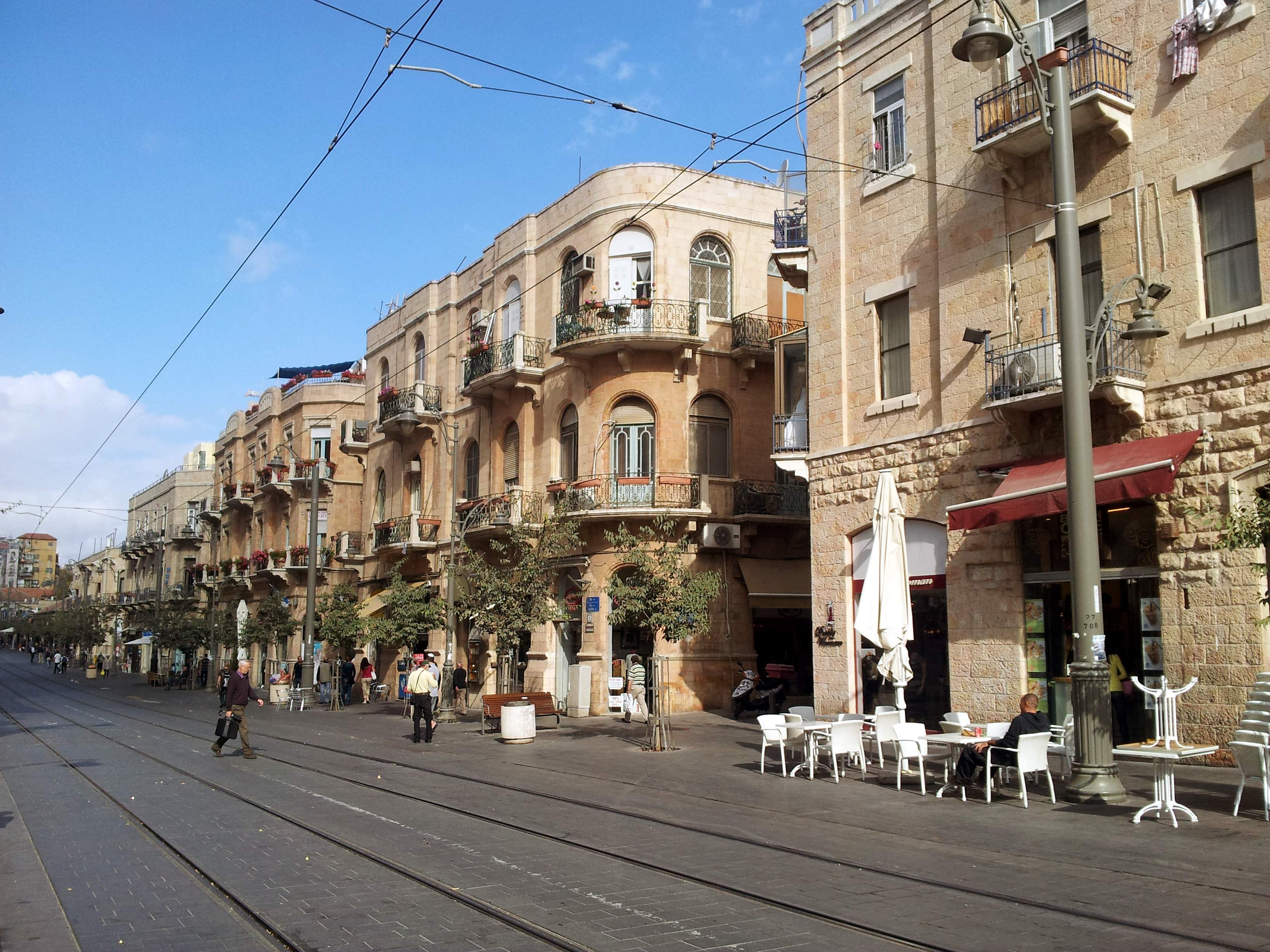
雅法路

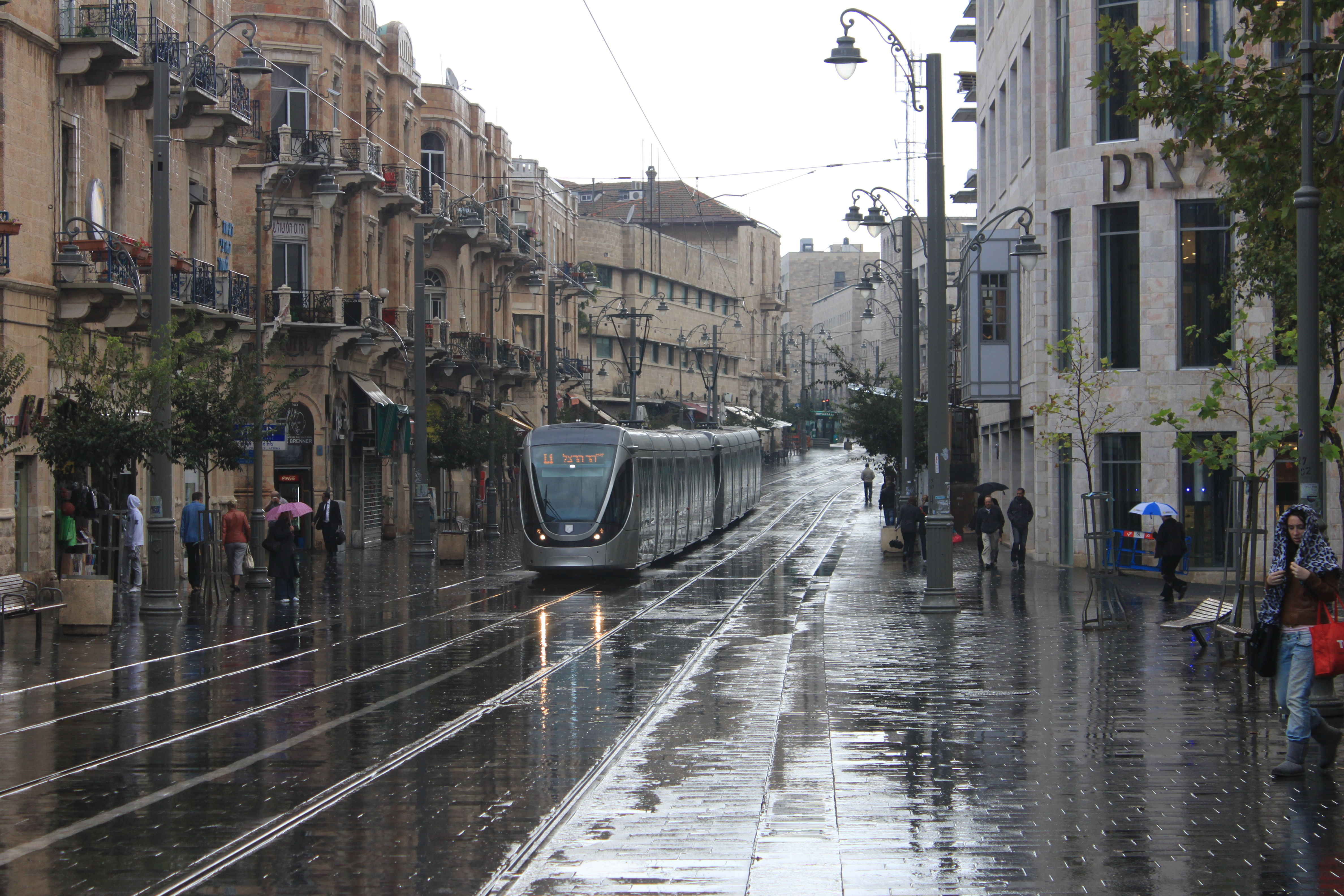

雅法路（希伯來語：‎, Rehov Yaffo, 阿拉伯语：‎）是耶路撒冷最长的一条主要街道，东起耶路撒冷城墙的雅法门，向西穿越城市中心，通耶路撒冷-特拉维夫公路，为耶路撒冷的西部门户。沿路商店，企业和餐馆林立。沿雅法路的主要地标是以色列国防军广场、萨夫拉广场（市政厅）、锡安广场、小大卫广场、乔治五世街与斯特劳斯街三岔路口（Hameshulash）、本耶胡达街步行街、马哈尼耶胡达市场、忠利大楼和耶路撒冷中央巴士总站。雅法路已改建为一条无车辆通行的步行街，由耶路撒冷轻轨服务。

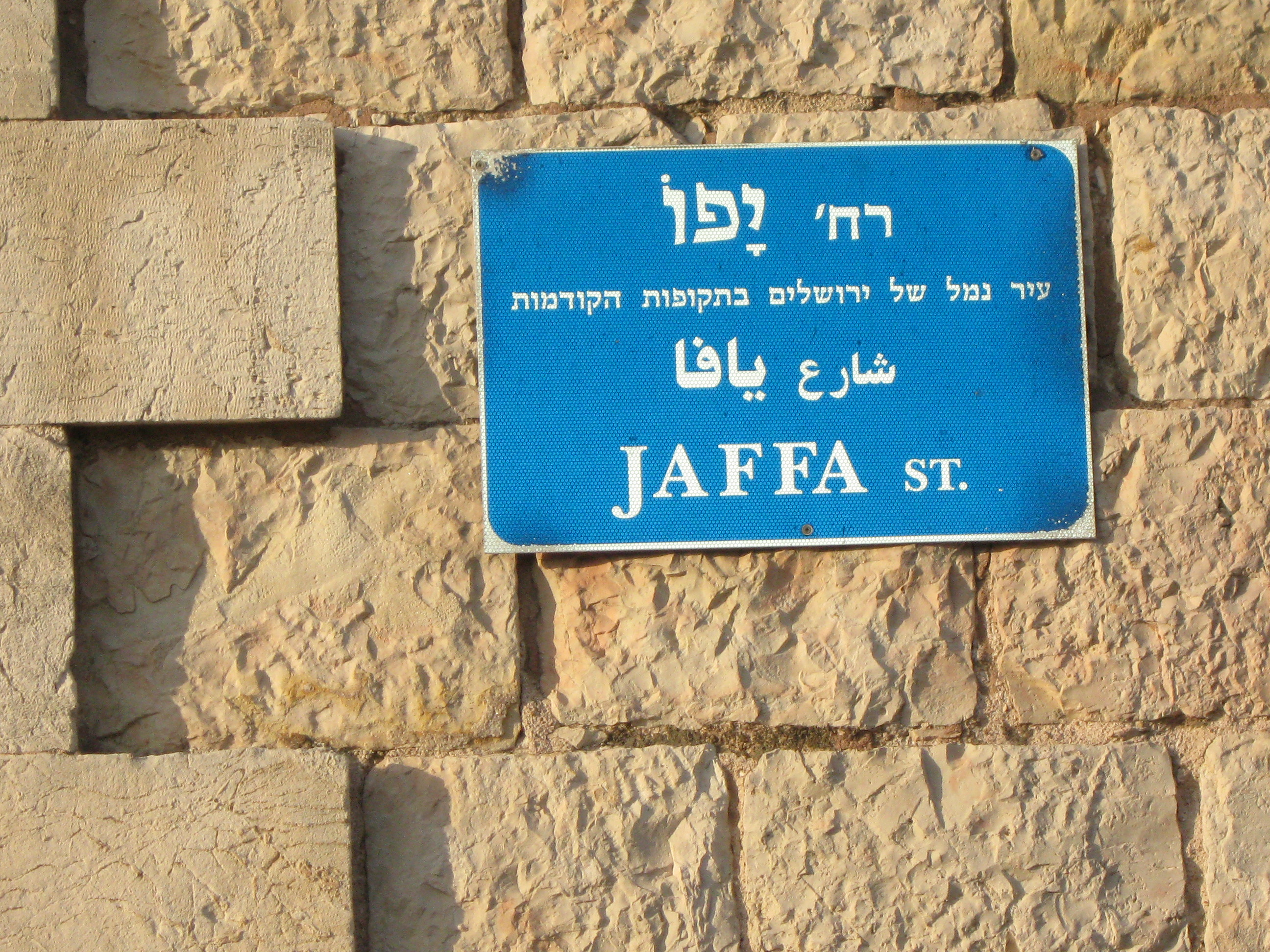
反光路牌

雅法路最初铺设于1861年，作为前往雅法的公路的一部分，很快，它成为19世纪耶路撒冷向老城城墙外扩建的一个焦点，周围涌现出俄国大院、那哈拉特斯瓦和马哈尼耶胡达等社区，以及Shaare Zedek 医院。沿路一带迅速成为蓬勃发展的耶路撒冷楼价的指向标。这条路最初通行骆驼和骡子，后经改善，可以通行马车。建立了德国定居点的德国圣殿协会教徒们，最早开始了沿此路前往雅法的班车服务。

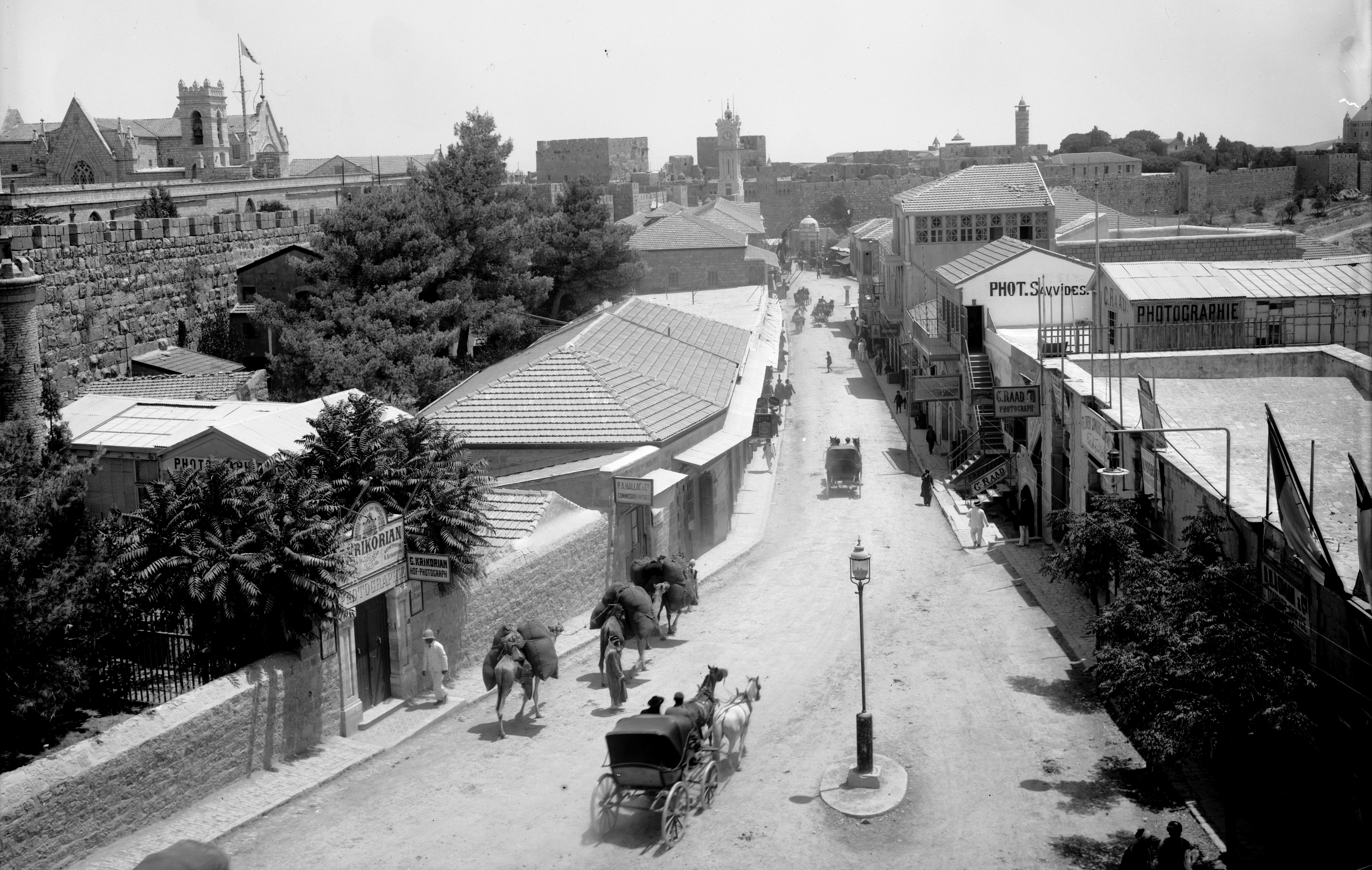
19世纪的雅法路